# Meritpoäng
Meritpoäng är i Sverige extra poäng för vissa meriterande kurser som läggs till jämförelsetalet från gymnasieskolan. Meritpoäng för svenska gymnasiebetyg gäller från och med urvalet till hösten 2010. Meritpoängen kan fås genom att läsa vissa kurser till en viss nivå.
Det går maximalt att få 2,5 meritpoäng att lägga till sitt jämförelsetal, som utan meritpoäng högst kan bli 20. Den totala talsumman, meritvärdet, kan alltså bli 22,5. Meritpoäng är dock endast giltiga vid betyget godkänt eller högre i de meriterande kurserna. Det går att kvalificera sig för 4,5 meritpoäng, men även då kommer endast 2,5 poäng tillgodoräknas.
Meritpoäng kan fås av slutbetyg från svensk gymnasieskola från 2003 eller senare, eller från svensk gymnasial vuxenutbildning med bara kurser enligt 2001 års kursplaner. Äldre avgångsbetyg tilldelas från 2015 istället meritpoängskompensation om 0,5–2,5 poäng.
Det går inte att få meritpoäng för kurser i äldre betygssystem eller för meriter från basårskurser på högskola. Meritpoäng kan inte heller fås på intyg från folkhögskola eller på utländska betyg (dit hör IB-betyg).

## Meritkurser
Till meritkurser räknas moderna språk, engelska, matematik och områdeskurser (som varierar beroende på områdesbehörigheterna).